# Lisa Vicari
Pour les articles homonymes, voir Vicari (homonymie).
Lisa Vicari, née à Munich le 11 février 1997, est une actrice allemande.

## Biographie
Vicari est née à Munich en 1997, dans une famille de médecins,. À l'âge de dix ans, elle suit un cours de théâtre d'improvisation et apparaît peu après dans son premier court-métrage, Tunnelblicke. En 2010, elle a joué dans le film pour enfants Hanni & Nanni. L'année suivante, elle a joué le rôle de Léonie dans le film post-apocalyptique Hell. En 2017, Vicari joue le personnage-titre du film de Khaled Kaissar Runaway, dans lequel elle incarne Luna une adolescente dont le père est un agent secret russe et dont la famille est en train de disparaître sous ses yeux. De 2017 à 2020, elle a incarné Martha Nielsen, le personnage duquel le héros Jonas est amoureux et la sœur du disparu Mikkel, dans la série de science-fiction Netflix Dark. Vicari étudie les sciences des médias à Potsdam.
En 2020, Vicari incarne Isi, la fille d'un milliardaire, dans la comédie romantique Isi & Ossi, l'un des premiers films Netflix allemands,.

## Filmographie

### Cinéma
- 2009 : Tunnelblicke
- 2010 : Viki Ficki
- 2010 : Hanni et Nanni
- 2011 : Und dennoch lieben wir : Tessa
- 2011 : Hell de Tim Fehlbaum : Léonie
- 2011 : Einer wie Bruno : Maren
- 2014 : Doktorspiele de Marco Petry : Lilli
- 2017 : 2 Sturköpfe im Dreivierteltakt : Sophie Grimm
- 2017 : Runaway de Khaled Kaissar : Luna
- 2017 : Einmal bitte alles : Mieke
- 2018 : Schwimmen : Anthea
- 2020 : Isi & Ossi d'Oliver Kienle : Isi
- 2021 : Hannes : Nele
- 2021 : Das Haus : Layla
- 2021 : Am Ende der Worte

### Télévision
- 2013 : Unter Verdacht : Nadine Schmolzer
- 2014 : Die Chefin
- 2016 : Soko brigade des stups
- 2017 : Tatort : Jasna Nemec
- 2017-2020 : Dark : Martha Nielsen
- 2023 : Django (série télévisée) : Sarah